# Список геологічних об'єктів Пака
- Місяць: 1624 кратера(ів) (30.0%)
- Марс: 1092 кратера(ів) (20.2%)
- Венера: 900 кратера(ів) (16.6%)
- Меркурій: 397 кратера(ів) (7.3%)
- Земля: 182 кратера(ів) (3.4%)
- Ганімед: 131 кратера(ів) (2.4%)
- Каллісто: 131 кратера(ів) (2.4%)
- Рея: 128 кратера(ів) (2.4%)
- Церера: 115 кратера(ів) (2.1%)
- 4 Веста: 90 кратера(ів) (1.7%)
- Діона: 73 кратера(ів) (1.3%)
- Япет: 58 кратера(ів) (1.1%)
- Енцелад: 53 кратера(ів) (1.0%)
- Тетіс: 50 кратера(ів) (0.9%)
- Європа: 41 кратера(ів) (0.8%)
- 433 Ерос: 37 кратера(ів) (0.7%)
- Мімас: 35 кратера(ів) (0.6%)
- 951 Гаспра: 31 кратера(ів) (0.6%)
- Феба: 24 кратера(ів) (0.4%)
- 2867 Штейнс: 23 кратера(ів) (0.4%)
- 243 Іда: 21 кратера(ів) (0.4%)
- 21 Лютеція: 19 кратера(ів) (0.4%)
- Арієль: 17 кратера(ів) (0.3%)
- Плутон: 17 кратера(ів) (0.3%)
- Фобос: 17 кратера(ів) (0.3%)
- Харон: 16 кратера(ів) (0.3%)
- Титанія: 15 кратера(ів) (0.3%)
- Умбрієль: 13 кратера(ів) (0.2%)
- 25143 Ітокава: 10 кратера(ів) (0.2%)
- Тритон: 9 кратера(ів) (0.2%)
- Оберон: 9 кратера(ів) (0.2%)
- Міранда: 7 кратера(ів) (0.1%)
- Титан: 4 кратера(ів) (0.1%)
- Янус: 4 кратера(ів) (0.1%)
- Гіперіон: 4 кратера(ів) (0.1%)
- Пак: 3 кратера(ів) (0.1%)
- Дактиль: 2 кратера(ів) (0.0%)
- Амальтея: 2 кратера(ів) (0.0%)
- Деймос: 2 кратера(ів) (0.0%)
- Епіметей: 2 кратера(ів) (0.0%)
- Протей: 1 кратера(ів) (0.0%)
- Теба: 1 кратера(ів) (0.0%)

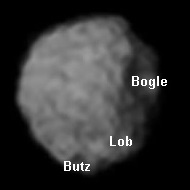
Офіційно затверджені МАСом назви кратерів на Паці. Згори донизу: Боґл (найбільший), Лоб і Бутз (знято 24 січня 1986 року).

Спи́сок геологі́чних об'є́ктів Па́ка, внутрішнього супутника Урана, містить дані про його поверхню, отримані завдяки зонду «Вояджер-2». МАС офіційно затвердив назви єдиним відомим об'єктам – метеоритним кратерам, що їх іменувати слід на честь:
- Європейських збитошних духів.

## Кратери
Кратер (лат. Crater; англ. Crater) — чашкувата заглибина, округла западина. На 2018 рік кількість названих кратерів на Паці становить ≈ 0.1% від усієї кількості названих кратерів у Сонячній системі. Іще менше мають лише Амальтея, Дактиль, Деймос і Епіметей (2 кратера), а також Протей і Теба (1 кратер). 
| Українською | Англійською | Діаметр (км) | Назву затверджено | Названо на честь              | Виноски |
| ----------- | ----------- | ------------ | ----------------- | ----------------------------- | ------- |
| Боґл        | Bogle       | ≈ 45         | Так (1988 року)   | Шотландського збитошного духа | IAU     |
| Бутз        | Butz        | —            | Так (1988 року)   | Німецького збитошного духа    | IAU     |
| Лоб         | Lob         | —            | Так (1988 року)   | Британського збитошного духа  | IAU     |